# Stearato di magnesio
Lo stearato di magnesio è il sale di magnesio dell'acido stearico con formula Mg(CH3(CH2)16COO)2.
A temperatura ambiente si presenta come un solido bianco, inodore, leggero e untuoso al tatto. È insolubile in acqua, alcol e etere.

## Produzione
Si ottiene per reazione tra sali solubili di magnesio e stearato di sodio, oppure per reazione ad alta temperatura tra acido stearico e ossido o carbonato di magnesio.

## Uso
Nell'industria delle vernici si utilizza come essiccativo, mentre nell'industria tessile come additivo degli oli di finissaggio. Nell'industria cosmetica è aggiunto a prodotti in polvere come cipria o talco per migliorarne l'adesività alla pelle e nell'industria farmaceutica come lubrificante nella preparazione di compresse per facilitare il distacco tra la polvere o granulato e le pareti metalliche delle attrezzature, in questo caso il prodotto non deve contenere metalli pesanti in concentrazione superiore a 20 ppm. Può essere utilizzato come antiagglomerante nell'industria alimentare e farmaceutica.